# Patchwork (Passenger)
Patchwork è il dodicesimo album in studio del cantautore inglese Passenger, pubblicato nel 2020.

## Tracce
1. Sword from the Stone (Patchwork version) – 3:33
2. Year on Year, Day by Day (Patchwork version) – 3:26
3. Patchwork – 2:56
4. Venice Canals – 3:09
5. Queenstown – 4:06
6. Swimming Upstream – 2:24
7. Someone You Loved (Cover) – 3:04
8. Summer Rain – 3:17